# Condado de Henderson (Illinois)
O Condado de Henderson é um dos 102 condados do Estado americano de Illinois. A sede do condado é Oquawka, e sua maior cidade é Oquawka. O condado possui uma área de 1 023 km² (dos quais 42 km² estão cobertos por água), uma população de 8 213 habitantes, e uma densidade populacional de 8 hab/km² (segundo o censo nacional de 2000). O condado foi fundado em 20 de janeiro de 1841.